# 張拱文
張拱文（1500年—？），字獻仁，雲南大理府太和縣人，民籍，明朝政治人物。

## 生平
雲貴鄉試第二十六名舉人。嘉靖十四年（1535年）中式乙未科會試第二百八十五名，登第三甲第二百零三名進士。历大理寺右评事。官至佥事、参议。

## 家族
曾祖張禎，曾任遇例冠帶；祖父張璿，曾任壽官；父張雲龍（1464年-1525年），字天瑞，正德二年丁卯應贡入成均，曾任邛州學正。母康氏。慈侍下。兄拱堯，教授；拱汤；弟拱武；拱周；拱朝；拱時；拱明；拱极。